# Дархан (Жетисайський район)
Дарха́н (каз. Дархан) — село у складі Жетисайського району Туркестанської області Казахстану. Входить до складу Макталинського сільського округу.
У радянські часи село називалось Отділення № 1 совхоза Махтали, до 2011 — Г.Муратбаєва.
Населення — 1417 осіб (2021; 1358 у 2009, 1193 у 1999, 931 у 1989).